# Tibolddaróc
Tibolddaróc es un pueblo ubicado en el distrito de Mezőkövesd, en el condado de Borsod-Abaúj-Zemplén, Hungría.

## Superficie
Posee una superficie de 30,31 kilómetros cuadrados.

## Demografía
Hasta 2019 la población era de 1288 habitantes, con una densidad de población de 42,49 habitantes por kilómetro cuadrado.